# 中牢教堂

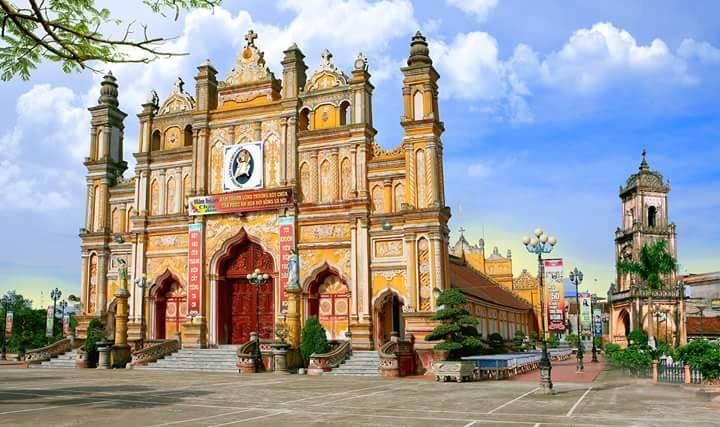
中牢教堂（2012年）

中牢教堂（Nhà thờ Trung Lao）是越南的一座天主教教堂，位于南定省直宁县中东社（xã Trung Đông）中牢村。这是一座独特的建筑作品，结合哥特式、西班牙和越南传统建筑风格。

## 历史

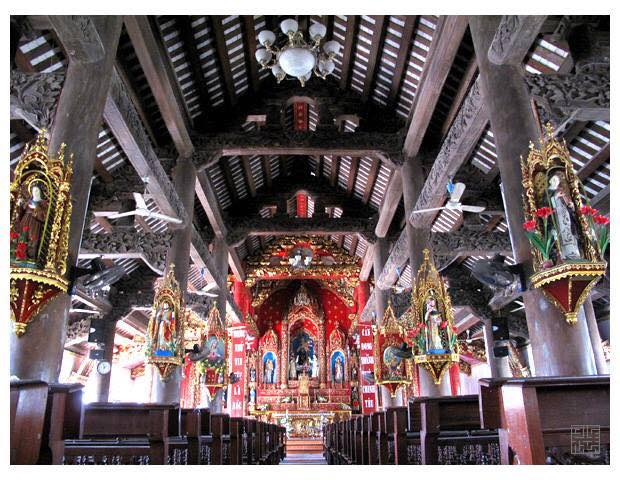
教堂内部（2012年）

中牢教堂由两位西班牙传教士始建于1888年。十年后，在教友的支持下，教堂于1898年建成。
教堂长50米，宽16米，包括11个隔间，屋顶饰以龙鳞形状的红色瓷砖。整个教堂内部由铁木芯制成。教堂的柱子是铁木的树干，直径从70厘米到80厘米不等，没有装饰。横梁经过精心雕刻，带有生动的花卉图案。内部精美的祭台为红黄两色，供奉有圣母和圣人雕像。
1986年，一场大风暴推翻了走廊的墙，然后用现代建筑风格对其进行了重建。1996年，在教堂建造100周年之际，若瑟神父（Giuse Lê Ngọc Hoàn）修复了教堂，并将两堵墙按照原始风貌重建。

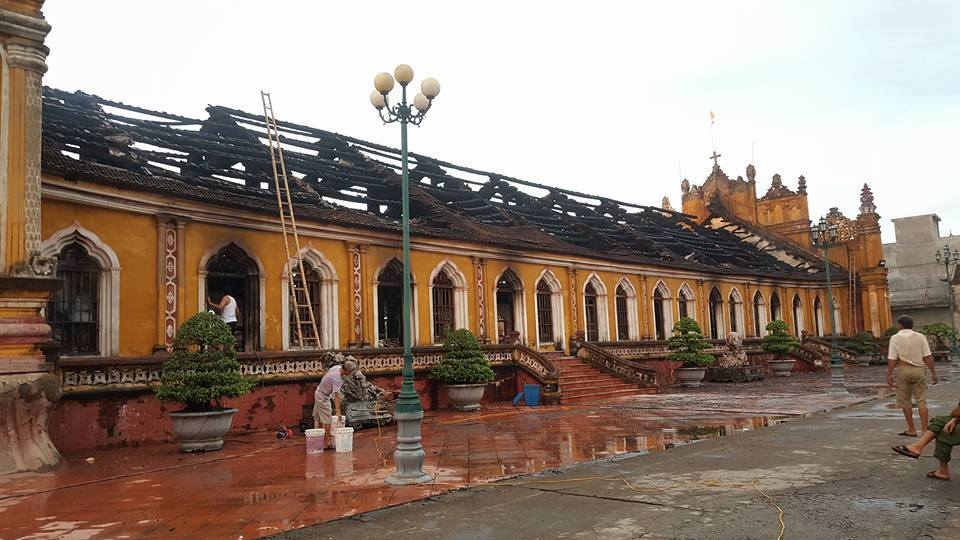
大火过后的教堂

2017年8月5日23:30左右，教堂突然起火。许多人敲响教堂的钟声发出警报，教友们赶来救火，但由于消防设备不足，教堂太高，风势很大，很快，大火在大约2个小时内从教堂的头到尾蔓延开来。2017年8月6日凌晨6:00，大火爆发，教堂的整个内部和屋顶都被烧毁了。巨大的铁木柱子仍然矗立，但柱子的外层也被火烧焦了。
由于教堂只是内部和屋顶烧毁，残存的外墙结构仍然牢固且具有历史价值，年轻人和大部分教友希望修复保留教堂，不要将其拆除。公投结果有90％的人赞成修复。但是天主教裴洲教区都主教 Tôma Vũ Đình Hiệu 和本堂神父范若瑟（Giuse Phạm Ngọc Đồng）决定将其拆除，以建造更大、更美丽、更宏伟的教堂，以容纳更多的教友。
年轻人游行示威，决心保留祖先的遗产，不允许拆除教堂。到2017年12月10日，拆除了教堂的框架、烧焦的柱子，以及最后两堵砖墙。拆除两堵墙相当困难，由于修建两堵墙时采用灰浆和糖蜜的混合，结构仍非常坚固，因此动用了大型起重机。